# Hellboy: Blood and Iron
Hellboy: Blood and Iron is een Amerikaanse direct-naar-dvd-animatiefilm gebaseerd op de stripreeks rond Hellboy van Dark Horse Comics. De film verscheen in 2007 en is het vervolg op Hellboy: Sword of Storms. Het verhaal van de film is deels gebaseerd op de Wake the Devil-verhaallijn uit de stripreeks.

## Plot
De film begint in het jaar 1939, waar een jonge professor Bruttenholm een vampier genaamd Erzsebet Ondrushko vernietigt. Erzsebeth had haar ziel verkocht aan de koningin van de heksen, de godin Hekate, en baadde in het bloed van de levenden om jong te blijven.
Jaren later onderzoekt het BRPD-team een spookverschijning op Long Island. De oudere professor Bruttenholm besluit de zaak zelf te onderzoeken. Hij neemt Hellboy, Liz Sherman, Abe Sapien en een nieuwe agent genaamd Sydney Leach mee. Tot Bruttenholms schok blijken de spoken de geesten te zijn van de slachtoffers van Erzsebet Ondrushko, die op het punt staat weer tot leven te worden gebracht door haar twee dienaren.
Terwijl de groep afrekent met de dienaren, spookwolven en een weerwolf, rekent Bruttenholm voorgoed af met Erzsebet. Hellboy raakt in gevecht verwikkeld met Hekate zelf, die hem al een tijdje in de gaten houdt en wil dat hij zijn lotsbestemming, als vernietiger van de mensheid, accepteert.
De film bevat ook een kort filmpje getiteld "Iron Shoes", welke gebaseerd is op het gelijknamige verhaal uit de Hellboy-strips.

## Cast
| Acteur              | Personage                                               |
| ------------------- | ------------------------------------------------------- |
| Ron Perlman         | Hellboy                                                 |
| Selma Blair         | Liz Sherman                                             |
| Doug Jones          | Abe Sapien                                              |
| Peri Gilpin         | Professor Kate Corrigan                                 |
| John Hurt           | Professor Trevor 'Broom' Bruttenholm                    |
| Jim Cummings        | Tom Manning                                             |
| Rob Paulsen         | Sydney Leach                                            |
| J. Grant Albrecht   | Oliver Trumbolt / verschillende stemmen                 |
| Cree Summer         | Hekate                                                  |
| James Arnold Taylor | Jonge professor 'Broom' Bruttenholm / Pater Lupescu     |
| Grey DeLisle        | Anna / Harpy-Hag #2                                     |
| Kath Soucie         | Erzsebet Ondrushko (los gebaseerd op Elisabeth Báthory) |
| Dee Dee Rescher     | Harpy-Hag #1                                            |
| Dan Castellaneta    | Iron Shoes demon                                        |